# 高头站
高头站位于黑龙江省齐齐哈尔市建华区北华街道高头村，是齐北铁路上的铁路车站。车站设有7条到发线，隶属中国铁路哈尔滨局集团齐齐哈尔车务段，担当往来客运列车和货运列车的会让任务，货运办理华电能源齐齐哈尔热电有限公司电煤运输任务以及周边化肥公司的到达业务。
车站为方便周边居民出行及减轻齐齐哈尔站压力建于1966年，1970年12月竣工投运，当时设有3条到发线，旅客候车室面积56平方米。2005年华电能源齐齐哈尔热电厂开工，车站修建通往热电厂的专用线，站场改建为工业站。2016年6月7日和6月28日，车站上行至齐齐哈尔站和下行至塔哈站区间相继实现复线化。